# Llegenda de Nossa Senhora da Luz dos Pinhais
La llegenda de Nostra Senyora de la Llum és un mite sobre la fundació de Curitiba.
La llegenda explica que, a mitjan segle xvii a la vora del riu Atuba, els colonitzadors van construir una ermita en honor de Nossa Senhora da Luz (Mare de Déu de la Candela), on hi havia un altar amb una talla de la Verge. Tots els matins trobaven la figura girada, mirant cap a un punt del bosc que els indígenes anomenaven, en la seva llengua, Curitiba, que significa pineda.

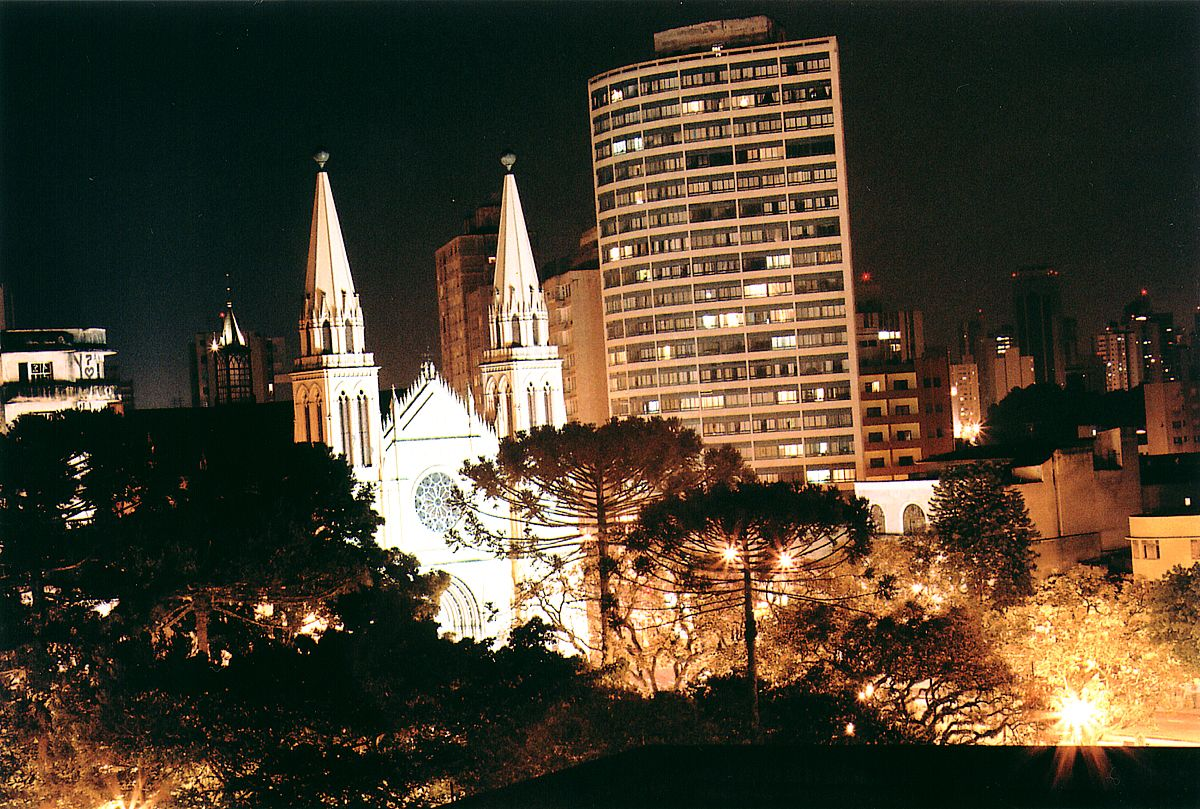
L'actual església de Nossa Senhora da Luz dos Pinhas, catedral de Curitiba.

Els bandeirantes europeus van decidir visitar aquest lloc i es van trobar amb el cacic de la tribu que l'habitava. Aquest va clavar la seva vara a terra, per senyalitzar el lloc sagrat que la Verge mirava cada matí. De la vara va sorgir un arbre enorme, una araucària. A finals del segle XVII s'hi va construir una església en honor de Nossa Senhora da Luz dos PInhais o Nostra Senyora de la Llum de la Pineda i que representa el simbòlic quilòmetre 0 de Curitiba.
Aquesta petita església va ser ampliada dècades després i reinaugurada el 1721. A finals del segle XIX es va enderrocar, per construir-hi l'actual seu, que l'any 1894 va rebre el títol de Catedral Metropolitana. El 1993 va ser elevada al rang de basílica menor.